# 燈塔學
燈塔學是一門用來研究關於燈塔和燈號的科學，包括燈塔的建造、照明等。在英文中，通常使用Pharology，有時候也會見到Pharonology的用法。而專門研究燈塔或對燈塔有興趣的人士，則稱為燈塔學者（pharologists）。英文的燈塔學Pharology一詞源自拉丁文或是古希臘文的字根Pharos，也就是燈塔。而Pharos法羅斯島則是古代最著名的燈塔亞歷山大燈塔的所在地。
英國皇室的安妮公主是世界上知名的業餘燈塔學者之一。